# Ocimeae
Ocimeae Dumort., 1829 è una tribù di piante spermatofite dicotiledoni appartenenti alla famiglia delle Lamiaceae (ordine delle Lamiales).

## Etimologia
Il nome della tribù deriva dal suo genere tipo Ocimum L.  la cui etimologia deriva a sua volta dalla parola greca "okimon" (= profumo, olezzo) anticamente usata da Teofrasto (371 a.C. – Atene, 287 a.C.), filosofo e botanico greco antico discepolo di Aristotele autore di due ampi trattati botanici, ma anche da Dioscoride (Anazarbe, 40 circa – 90 circa) medico, botanico e farmacista greco antico che esercitò a Roma ai tempi dell'imperatore Nerone, per alcune erbe aromatiche.
Il nome scientifico della tribù è stato definito dal botanico, naturalista e politico belga Barthélemy Charles Joseph Dumortier (Tournai, 3 aprile 1797 – 9 giugno 1878) nella pubblicazione "Analyse des Familles de Plantes: avec l'indication des principaux genres qui s'y rattachent. Tournay - Anal. Fam. Pl.: 22" del 1829.

## Descrizione
- Le specie di questa tribù hanno un portamento erbaceo con cicli biologici annuali o perenni, oppure il portamento è arbustivo, oppure arboreo. Altre specie sono succulenti o carnose. Nelle specie arbustive il rizoma è legnoso e massiccio. Alcune specie sono aromatiche, altre sono di tipo "geoxyle" (con una ampia struttura legnosa [= fusto] sotterranea). I fusti in genere sono ricoperti da peli ispidi e setolosi oppure semplici e ramificati; in altri casi i fusti sono fistolosi o pruinosi.[2][8][9][10]
- Le foglie lungo il fusto sono disposte in modo opposto e ogni verticillo è alternato rispetto al precedente; sono inoltre prive di stipole. La lamina è semplice, picciolata con forme ovate, oppure a volte è ternata o con quattro foglioline. In alcune specie la base delle foglie è cuneato-decorrente; in altre le foglie sono aggregate all'apice dei rami; in altre ancora è pennatifida o subdigitata, oppure bollosa.
- Le infiorescenze sono delle cime peduncolate o sessili di tipo tirsoide, portate in vari verticilli ascellari sovrapposti lungo il fusto. Ogni verticillo è composto da alcuni fiori (generalmente da 1 a 3, ma anche di più - fino a 10) sessili o pedicellati poggianti su alcune brattee di tipo fogliaceo persistenti o decidue, alcune volte colorate brillantemente all'apice, in altri casi sono spinescenti. Possono oppure no essere presenti delle bratteole. Sono presenti anche delle sinflorescenze, oppure delle infiorescenza di tipo panicolato o di tipo racemo.
- I fiori sono ermafroditi, zigomorfi, tetrameri (4-ciclici), ossia con quattro verticilli (calice – corolla - androceo – gineceo) e pentameri (5-meri: la corolla e il calice sono a 5 parti).

- Formula fiorale. Per la famiglia di queste piante viene indicata la seguente formula fiorale:

X, K (5), [C (2+3), A 2+2] G (2), (supero), drupa, 4 nucule
- Calice: il calice è gamosepalo e zigomorfo, con base tubulosa, campanulata o a imbuto (in qualche caso anche a forma sferica) e terminante in modo bilabiato con 5 lobi con struttura 1/4 (il labbro posteriore ha un lobo, mentre quello anteriore ha 4 lobi) oppure 3/2, se i lobi sono 4 la struttura è 1/3 o 2/2 o 3/1, se i lobi sono 3 o 2 si hanno allora strutture tipo 1/2, 2/1 o anche 1/1 (in alcune specie i lobi arrivano fino a 8 con struttura 3/5). In altre specie i lobi sono sinuati e il calice appare con 10 lobi. Talvolta i lobi sono distribuiti in modo uguale per cui il calice risulta più o meno attinomorfo; altre volte il tubo del calice è ristretto, oppure è incurvato alla gola, altrimenti è diritto; in altre possono essere presenti delle gibbosità ventrali o una compressione laterale alla base del calice. I lobi posteriori possono essere arrotondati a forma deltoide con denti laterali; quelli anteriori hanno forme da deltoidi a subulate. Spesso la gola è densamente pelosa. La superficie del calice è percorsa da alcune (8 - 10) venature longitudinali. Alla fruttificazione il calice può dilatarsi alquanto, oppure presentarsi declinato.

- Corolla: la corolla gamopetala è fortemente zigomorfa a 2 labbra (raramente non è così). Ha la forma di un tubo da cilindrico a forma d'imbuto terminante con 5 lobi con struttura 4/1 (3/1 se i lobi sono 4). La parte tubulosa può essere diritta o incurvata alla base e nella parte mediana può avere una gibbosità dorsale e spesso è dilatata verso la gola; può essere anche speronata. Il labbro posteriore generalmente è ascendente con 4 lobi uguali o quelli mediani più grandi di quelli laterali; i margini possono essere interi o fimbriati. Il labbro anteriore con portamento più o meno orizzontale (o anche deflesso) ha delle forme da piatte a concave, oppure ha la forma di cappuccio con portamento ascendente o riflesso. In alcune specie all'antesi, gli stami che in un primo momento sono contenuti entro il labbro anteriore della corolla, vengono rilasciati in modo quasi esplosivo. Il colore della corolla è bianco, rosa, porpora o blu, raramente è giallo

- Androceo: l'androceo possiede quattro stami declinati didinami. I filamenti, spesso pelosi, paralleli e complanari, sono adnati alla corolla: il paio anteriore è adnato vicino alla gola della corolla e raramente può essere sterile; quello posteriore vicino alla base della corolla o un punto intermedio. Talvolta sono proiettati in avanti orizzontalmente, oppure sporgono dalla corolla anche esageratamente, altrimenti sono inclusi nel tubo della corolla. Le antere hanno due teche divaricate e confluenti all'apice; a volte sono uniloculari per fusione. I granuli pollinici sono del tipo tricolpato o esacolpato. Il disco nettario normalmente è un disco a 4 lobi con quelli anteriori più grandi, alternati alle nucule del frutto, ed è ricco di sostanze zuccherine. Nelle specie dioiche i fiori femminili sono privi di stami.

- Gineceo: l'ovario è supero formato da due carpelli saldati (ovario bicarpellare) ed è 4-loculare per la presenza di falsi setti divisori all'interno dei due carpelli. L'ovario è glabro. La placentazione è assile. Gli ovuli sono 4 (uno per ogni presunto loculo), hanno un tegumento e sono tenuinucellati (con la nocella, stadio primordiale dell'ovulo, ridotta a poche cellule). Lo stilo talvolta è inserito sopra l'ovario con base ingrossata (stilopodio). Lo stigma è da bilobo a clavato con lobi subulati più o meno uguali.

- Il frutto è uno schizocarpo composto da 4 nucule. La forma delle nucule è da sferica a ellissoide oppure da obovoide a oblunga-cilindrica. La superficie delle nucule è ricoperta da piccole areole, è liscia con venature dorsali prominenti. Raramente nella parte apicale è pubescente e in genere è mucillaginosa.

## Riproduzione
- Impollinazione: l'impollinazione avviene tramite insetti tipo ditteri e imenotteri (impollinazione entomogama).[10][12]
- Riproduzione: la fecondazione avviene fondamentalmente tramite l'impollinazione dei fiori (vedi sopra).
- Dispersione: i semi cadendo a terra (dopo essere stati trasportati per alcuni metri dal vento – disseminazione anemocora) sono successivamente dispersi soprattutto da insetti tipo formiche (disseminazione mirmecoria).[13]  I semi hanno una appendice oleosa (elaisomi, sostanze ricche di grassi, proteine e zuccheri) che attrae le formiche durante i loro spostamenti alla ricerca di cibo.[14]

## Distribuzione e habitat
La tribù è più o meno cosmopolita. L'habitat è relativo soprattutto alle zone calde e tropicali. Nella tabella seguente è indicata la distribuzione e l'habitat tipico delle varie sottotribù:
| Sottotribù     | Distribuzione                                                                    | Habitat                                                           |
| -------------- | -------------------------------------------------------------------------------- | ----------------------------------------------------------------- |
| Ociminae       | Prevalente africana                                                              | Per lo più tropicali                                              |
| Hanceolinae    | Soprattutto asiatica (Cina) e in parte africana (2 specie)                       | Caldi e tropicali                                                 |
| Hyptidinae     | Fondamentalmente Sud Americana (poche specie si trovano anche nel Vecchio Mondo) | Da subtropicale a tropicale, specialmente in ambienti tipo savane |
| Plectranthinae | Continente africano                                                              | Caldi e tropicali                                                 |

## Tassonomia
La famiglia di appartenenza della sottotribù (Lamiaceae), molto numerosa con circa 250 generi e quasi 7000 specie, ha il principale centro di differenziazione nel bacino del Mediterraneo e sono piante per lo più xerofile (in Brasile sono presenti anche specie arboree). Per la presenza di sostanze aromatiche, molte specie di questa famiglia sono usate in cucina come condimento, in profumeria, liquoreria e farmacia. La famiglia è suddivisa in 7 sottofamiglie; la tribù Ocimeae appartiene alla sottofamiglia Nepetoideae (Dumort.) Leurss..

### Filogenesi

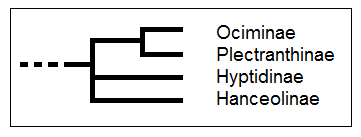
Cladogramma della tribù

In base agli ultimi studi di tipo filogenetico sul DNA delle varie specie di questo gruppo, la tribù Ocimeae risulta monofiletica e facilmente diagnosticabile con diverse sinapomorfie morfologiche. All'interno le quattro sottotribù sono anch'esse monofiletiche, mentre più di qualche genere non lo è. In particolare per la sottotribù Hyptidinae è stata proposta una nuova circoscrizione del grande genere Hyptis ricomposto in 11 nuovi generi. Da questi studi risulta che il gruppo primitivo della tribù si è originato in Asia dal quale tramite diversi eventi secondari si è diffuso nel resto del globo (la colonizzazione dell'isola di Madagascar ha avuto almeno cinque episodi, mentre per il Nuovo Mondo s'è verificata almeno tre volte).
Il cladogramma a lato, tratto dallo studio citato e semplificato, mostra la struttura interna della tribù.

### Composizione della tribù
La tribù comprende 4 sottotribù, 37 generi e circa 1100 specie.

#### Sottotribù Ociminae
La sottotribù Ociminae J.A.Schmidt, 1858 comprende 13 generi e 250-300 specie:
- Basilicum Moench, 1802 (Circa 7 specie)
- Benguellia G. Taylor, 1931 (Una specie)
- Catoferia (Benth.) Benth., 1876 (4 specie)
- Endostemon N.E. Br., 1910 (Circa 17 specie)
- Fuerstia T.C.E. Fr., 1929 (6 specie)
- Haumaniastrum P.A.Duvign. & Plancke, 1939 (Circa 23 specie))
- Hemizygia (Benth.) Briq., 1897 (Circa 28 specie)(
- Hoslundia Vahl, 1804 (2 specie))
- Ocimum L., 1753 (Circa 65 - 150 specie)
- Orthosiphon Benth., 1830 (Circa 40 specie)
- Platostoma P. Beauv., 1818 (Circa 5 specie)
- Puntia Hedge, 1983 (Una specie)
- Syncolostemon E. Mey., 1837 (10 specie)

#### Sottotribù Hanceolinae
La sottotribù Hanceolinae A.J. Paton, Ryding & Harley, 2003 comprende 3 generi e circa 100 specie:
- Hanceola Kudo, 1929 (3 -8 specie)
- Isodon (Schrader ex Benth.)  Spach, 1840 (Circa 100 specie)
- Siphocranion Kudò, 1929 (2 specie)

#### Sottotribù Hyptidinae
La sottotribù Hyptidinae Endl., 1838 comprende 7 generi e circa 380 specie:
- Asterohyptis Epling, 1932 (3 specie)
- Eriope Kunth ex Benth., 1833 (Circa 30 specie)
- Hypenia (Mart. ex Benth.) Harley, 1988 (24 specie)
- Hyptidendron Harley, 1988 (Circa 16 specie)
- Hyptis Jacq., 1786 (Circa 300 specie)
- Marsypianthes Mart. ex Benth., 1833 (6 specie)
- Peltodon Pohl, 1827 (5 - 6 specie)
- Rhaphiodon Schauer, 1844 (Una specie specie)

#### Sottotribù Plectranthinae
La sottotribù Plectranthinae Endl., 1838 comprende 14 generi e circa 320-420 specie:
- Aeollanthus Mart. ex Spreng., 1825 (Circa 43 specie)
- Alvesia Welw.,1869 (3 specie)
- Anisochilus Wall. ex Benth., 1830 (da 15 a 20 specie)
- Capitanopsis S. Moore, 1916 (2 - 3 specie)
- Capitanya Schweinf. ex Gurke, 1895 (Una specie)
- Dauphinea Hedge, 1983 (Una specie)
- Holostylon Robyns & Lebrun, 1929 (Una specie)
- Leocus A. Chev., 1909 (5 - 6 specie)
- Madlabium Hedge, 1998 (Una specie)
- Perrierastrum Guillaumin, 1930 (Una specie)
- Plectranthus L'Her., 1788 (200 - 300 specie)
- Pycnostachys Hook., 1826 (Circa 37 specie)
- Tetradenia Benth., 1830 (Circa 9 specie)
- Thorncroftia N.E. Br., 1912 (3 - 4 specie)

### Generi e specie della flora europea
In Europa (in Italia e nell'areale del Mediterraneo) sono presenti i seguenti generi e specie:
| Genere                       | Specie areale Euro-Mediterraneo | Specie Italia       |
| ---------------------------- | ------------------------------- | ------------------- |
| Ocimum (sottotribù Ociminae) | 2                               | Ocimum basilicum L. |

La specie Ocimum basilicum sul territorio italiano è considerata "specie aliena".

## Alcune specie

### Sottotribù Ociminae

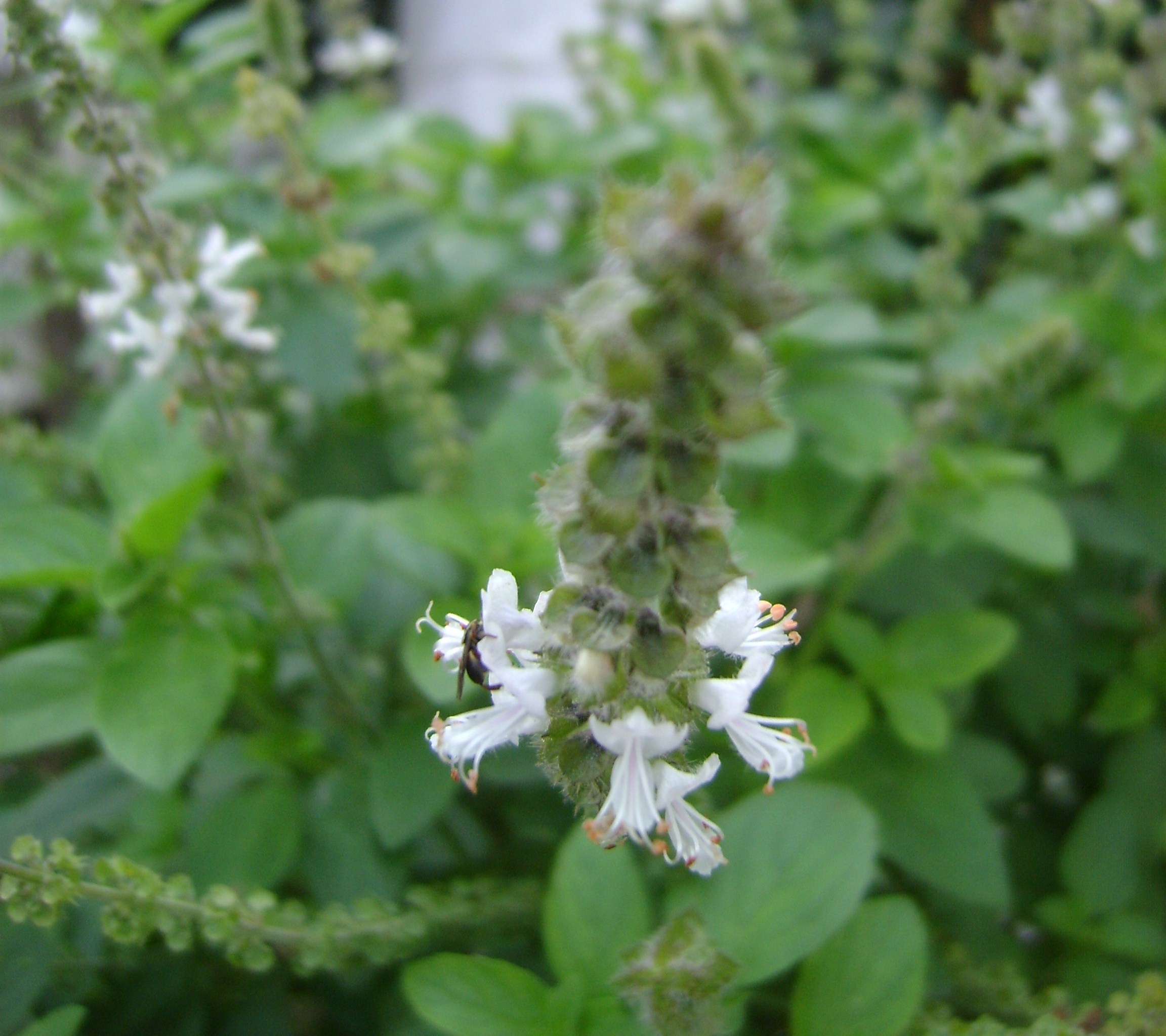
Ocimum gratissimum
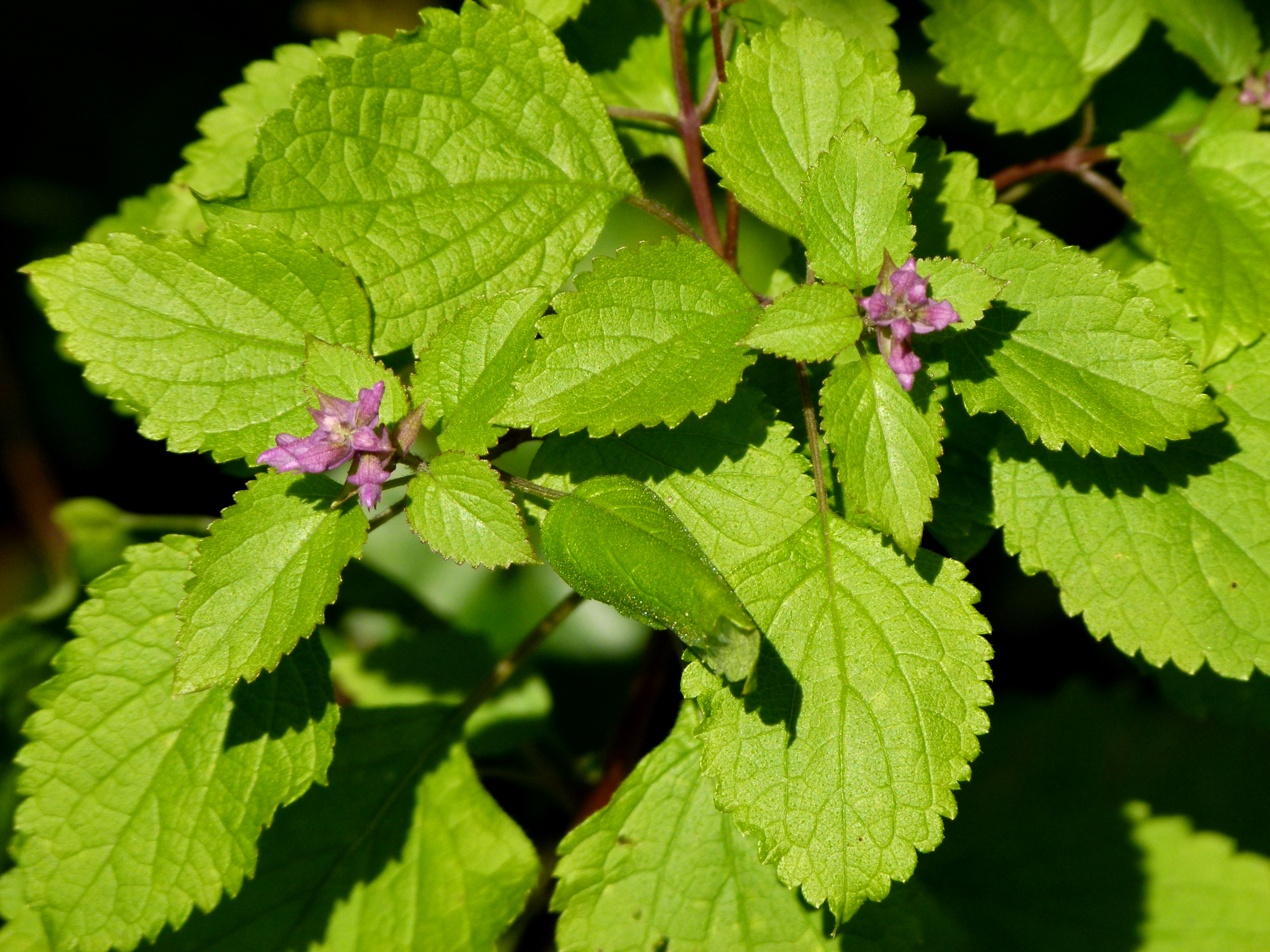
Ocimum labiatum
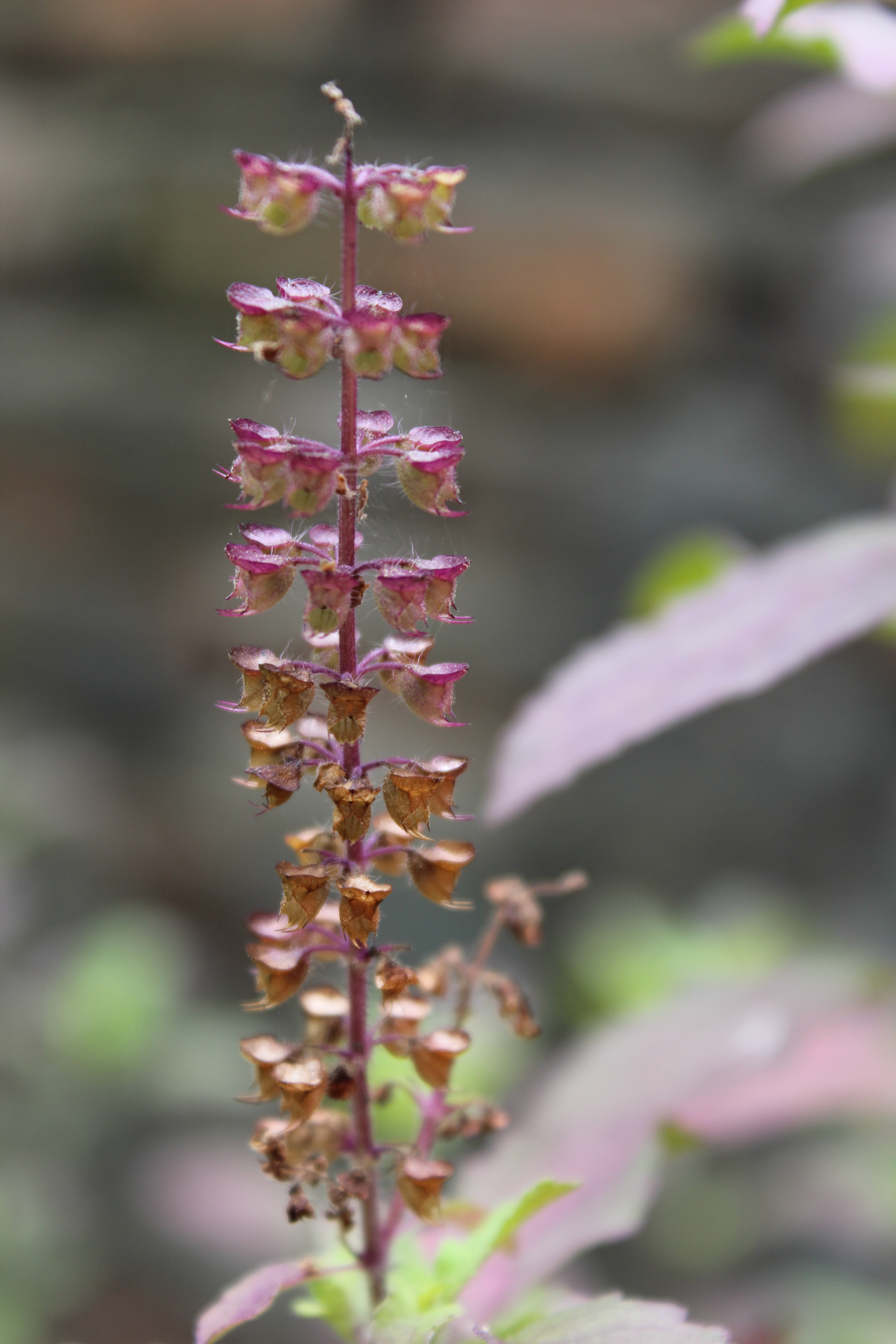
Ocimum tenuiflorum
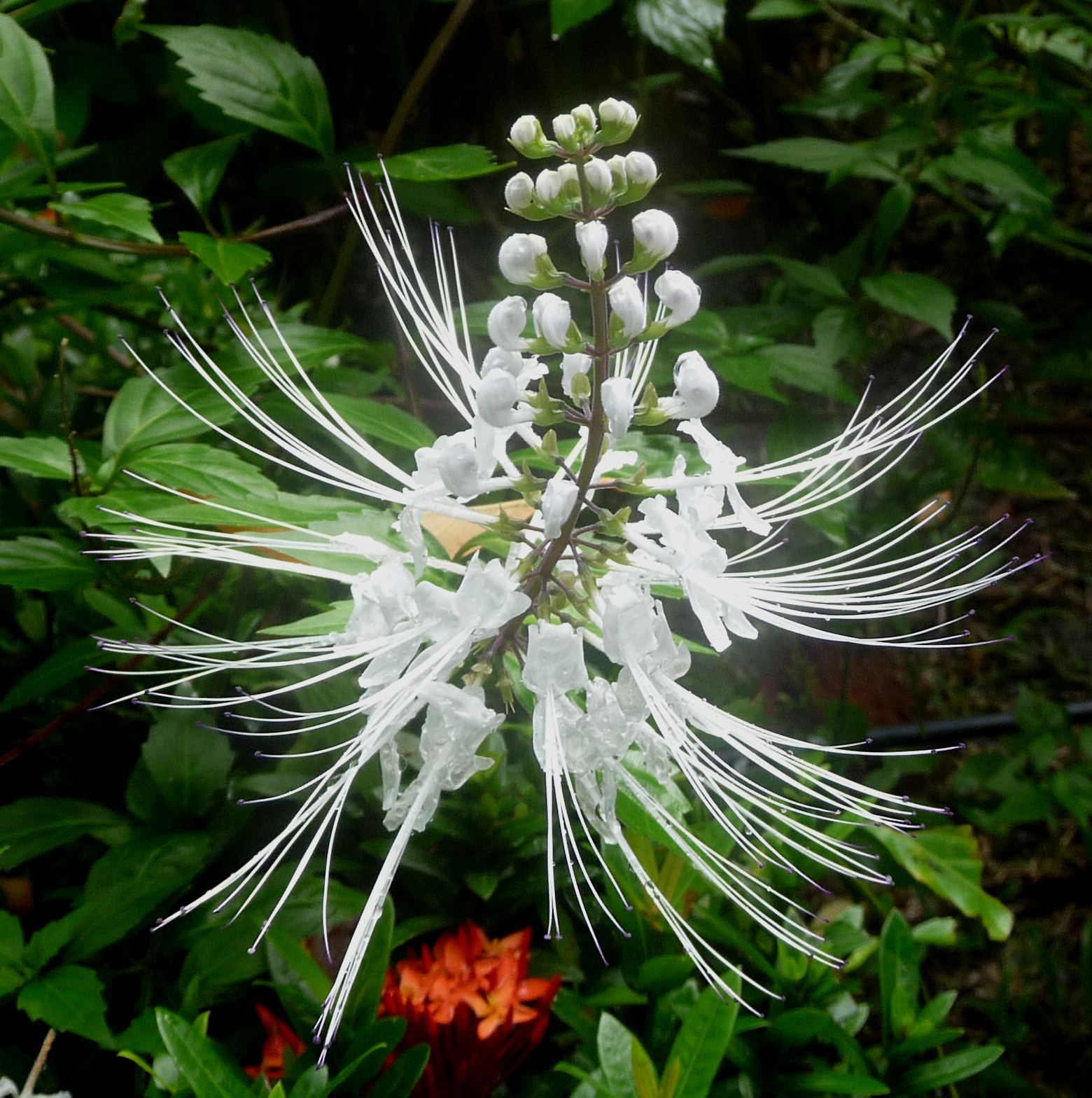
Orthosiphon Aristatus
Orthosiphon pallidus
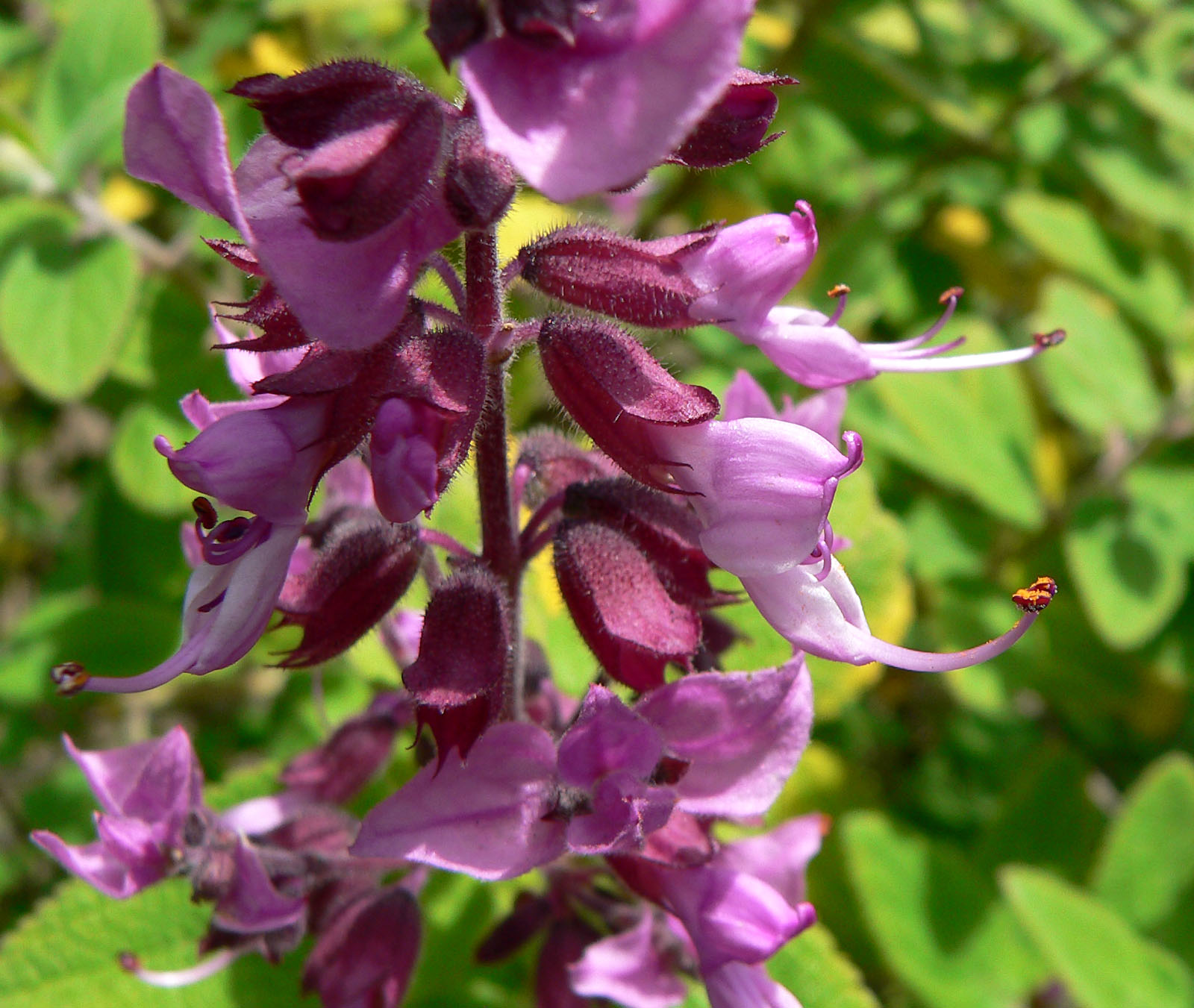
Syncolostemon obermeyerae

### Sottotribù Hanceolinae

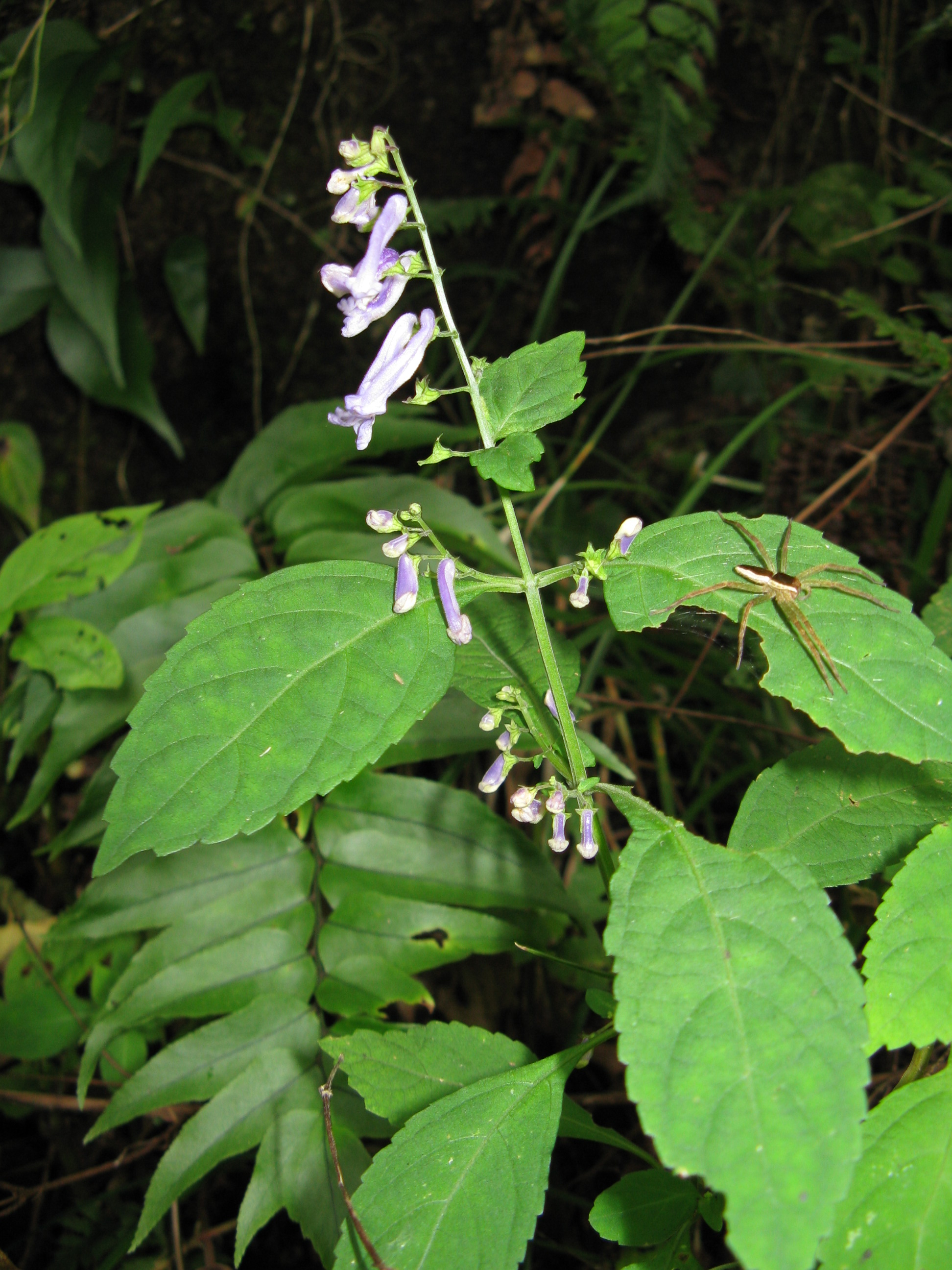
Isodon longitubus
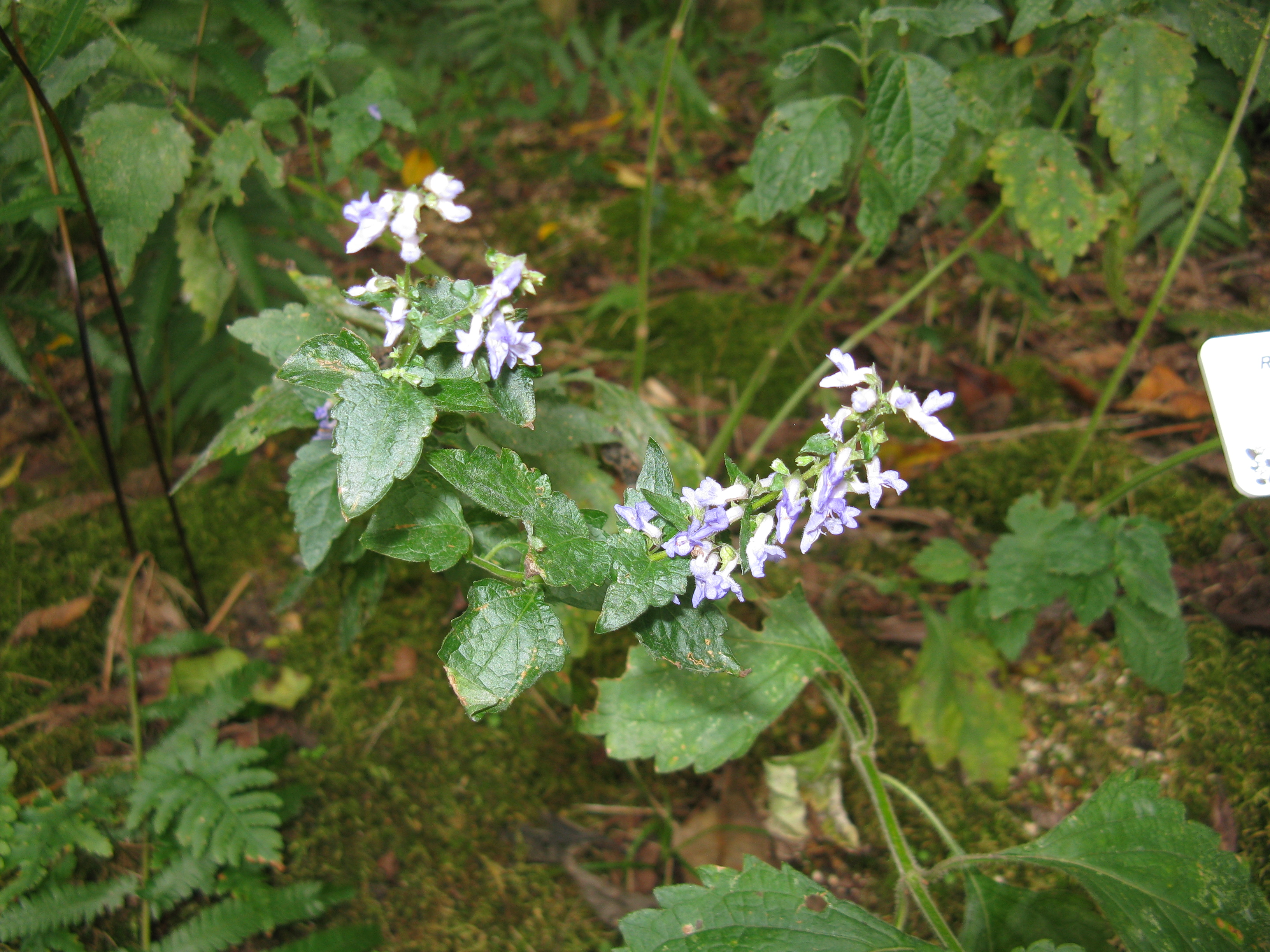
Isodon inflexus
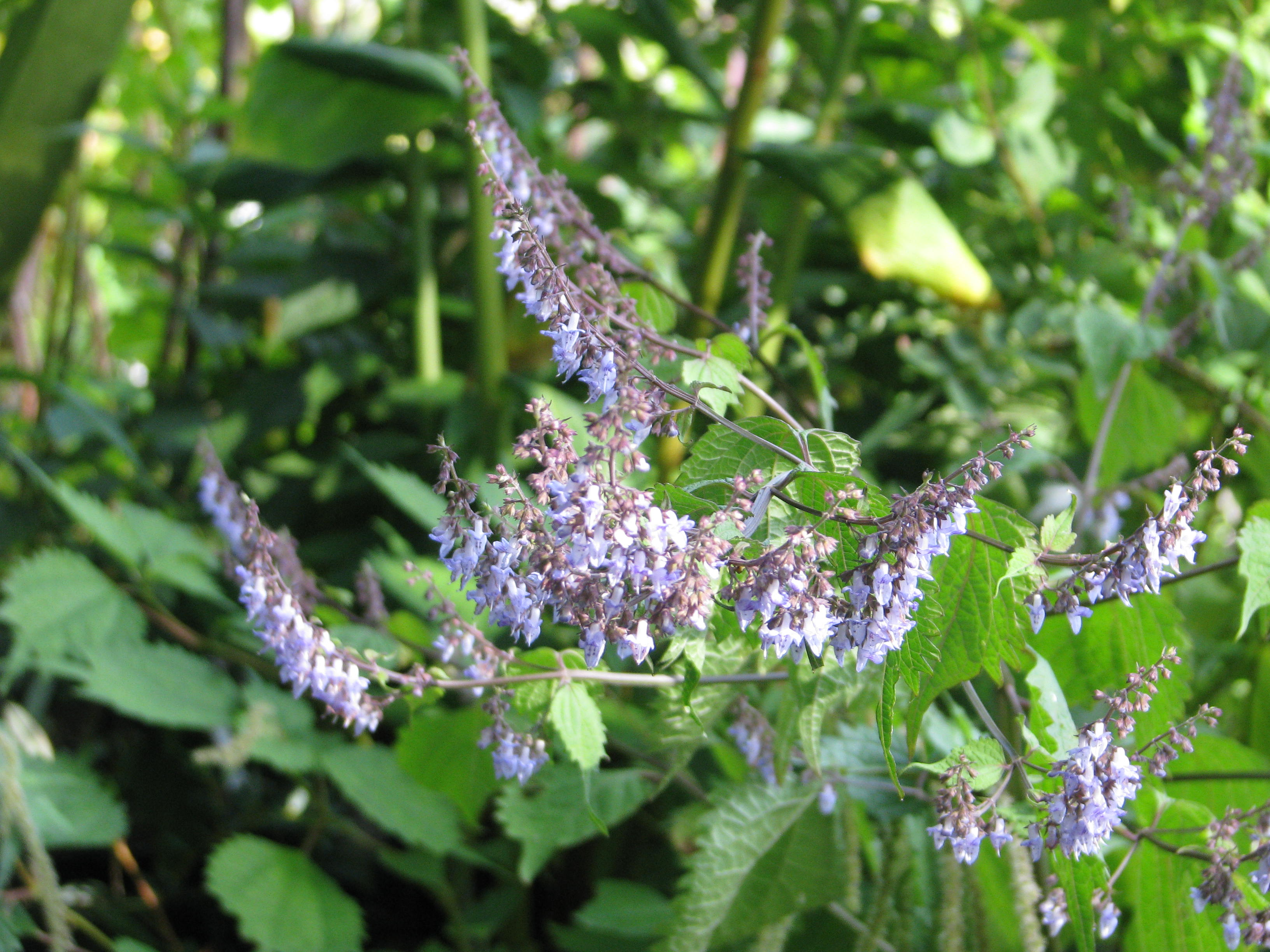
Isodon excisus

### Sottotribù Hyptidinae

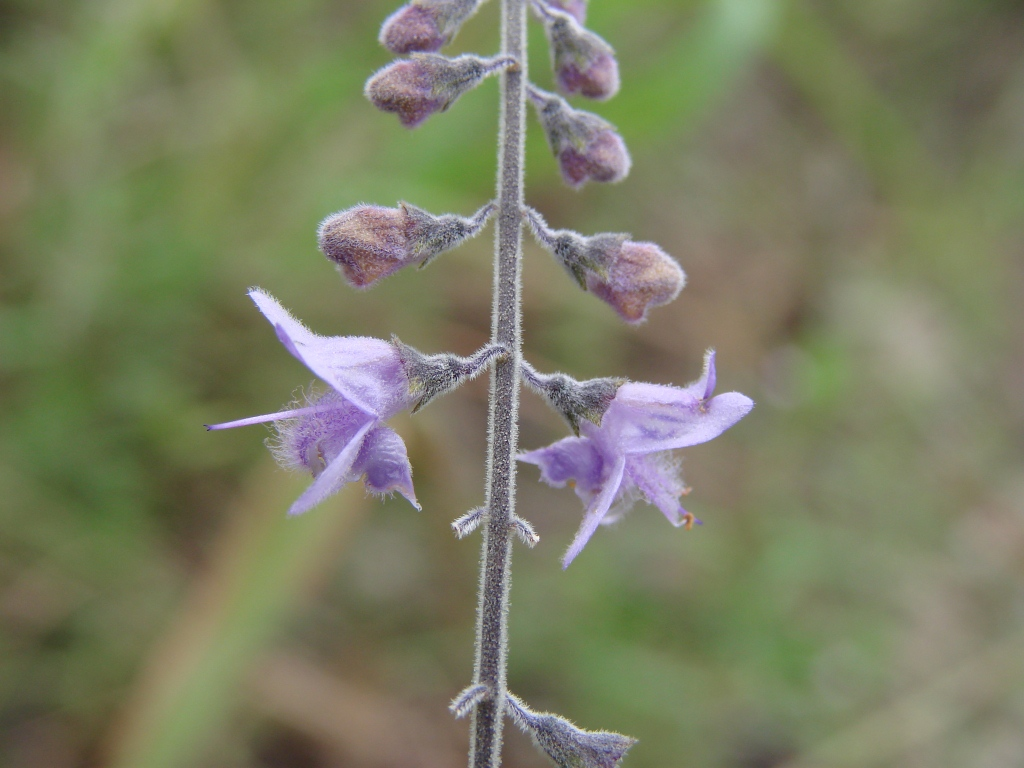
Eriope macrostachya
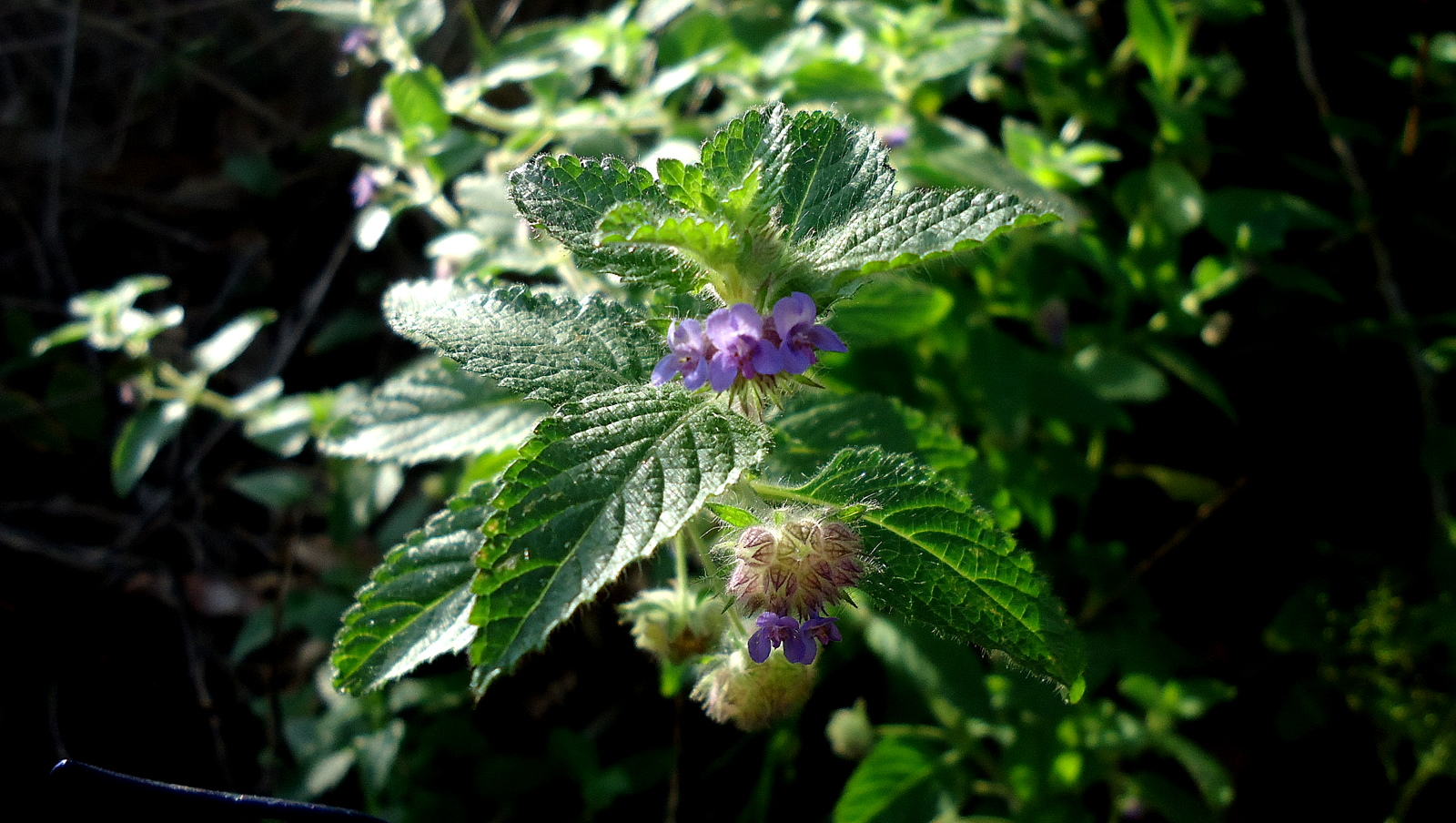
Marsypianthes chamaedrys
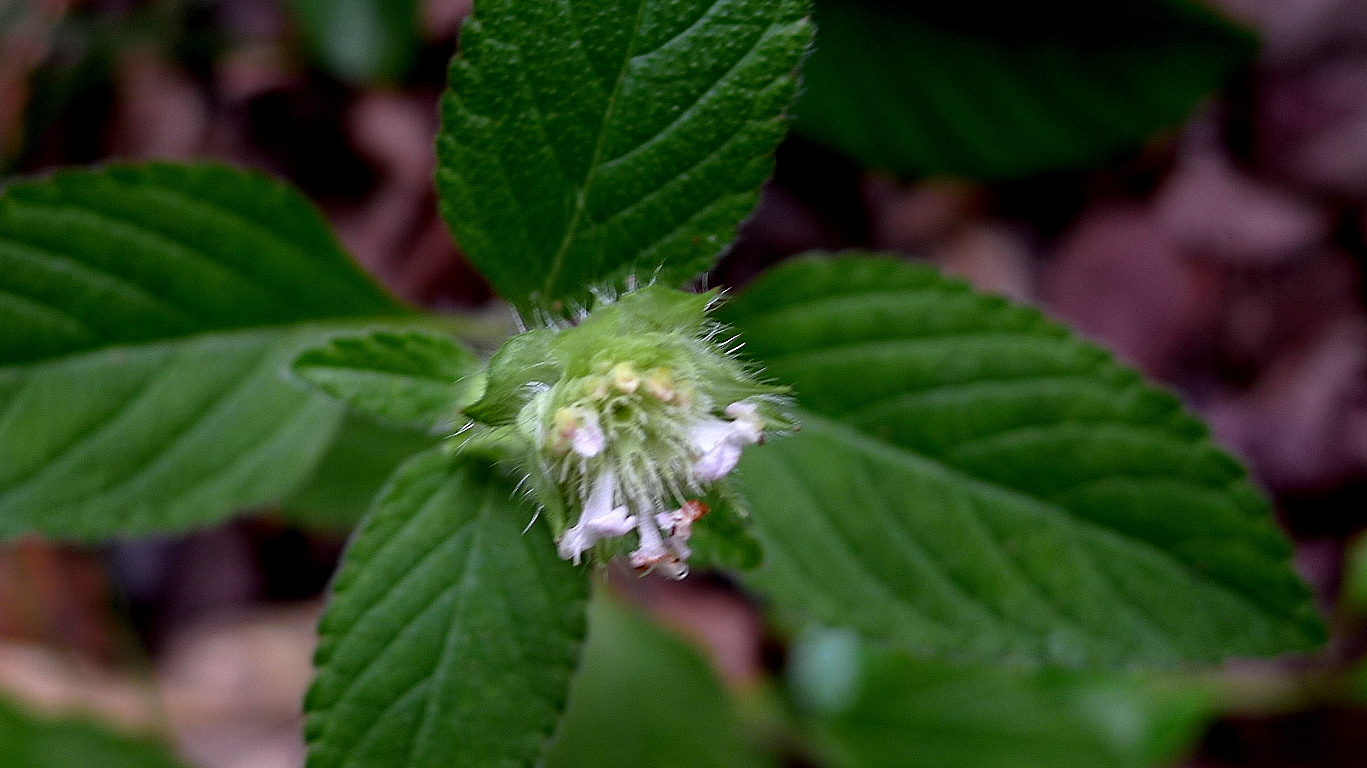
Hyptis atrorubens
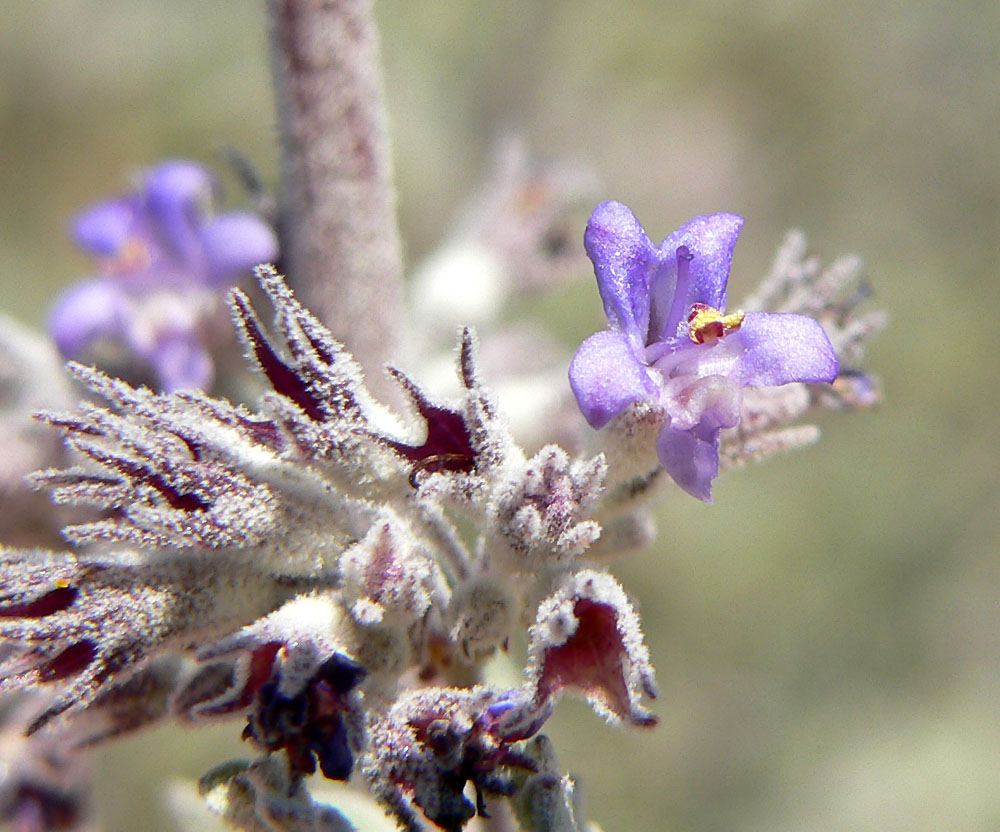
Hyptis emoryi
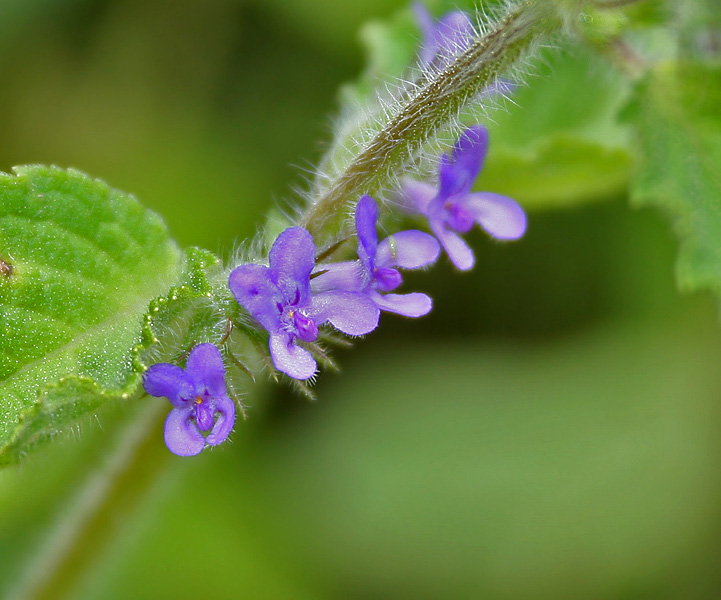
Hyptis suaveolens

### Sottotribù Plectranthinae

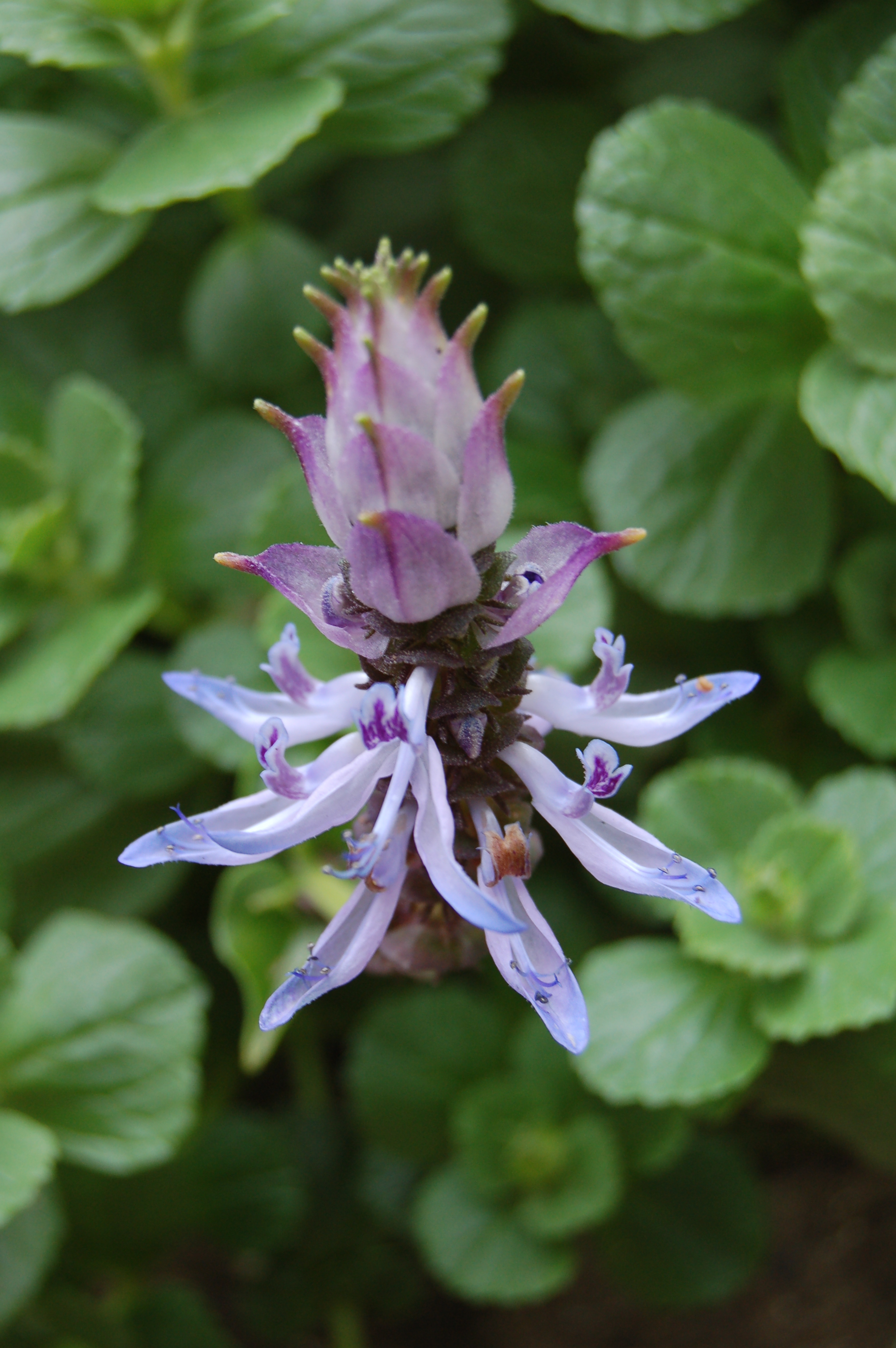
Plectranthus caninus
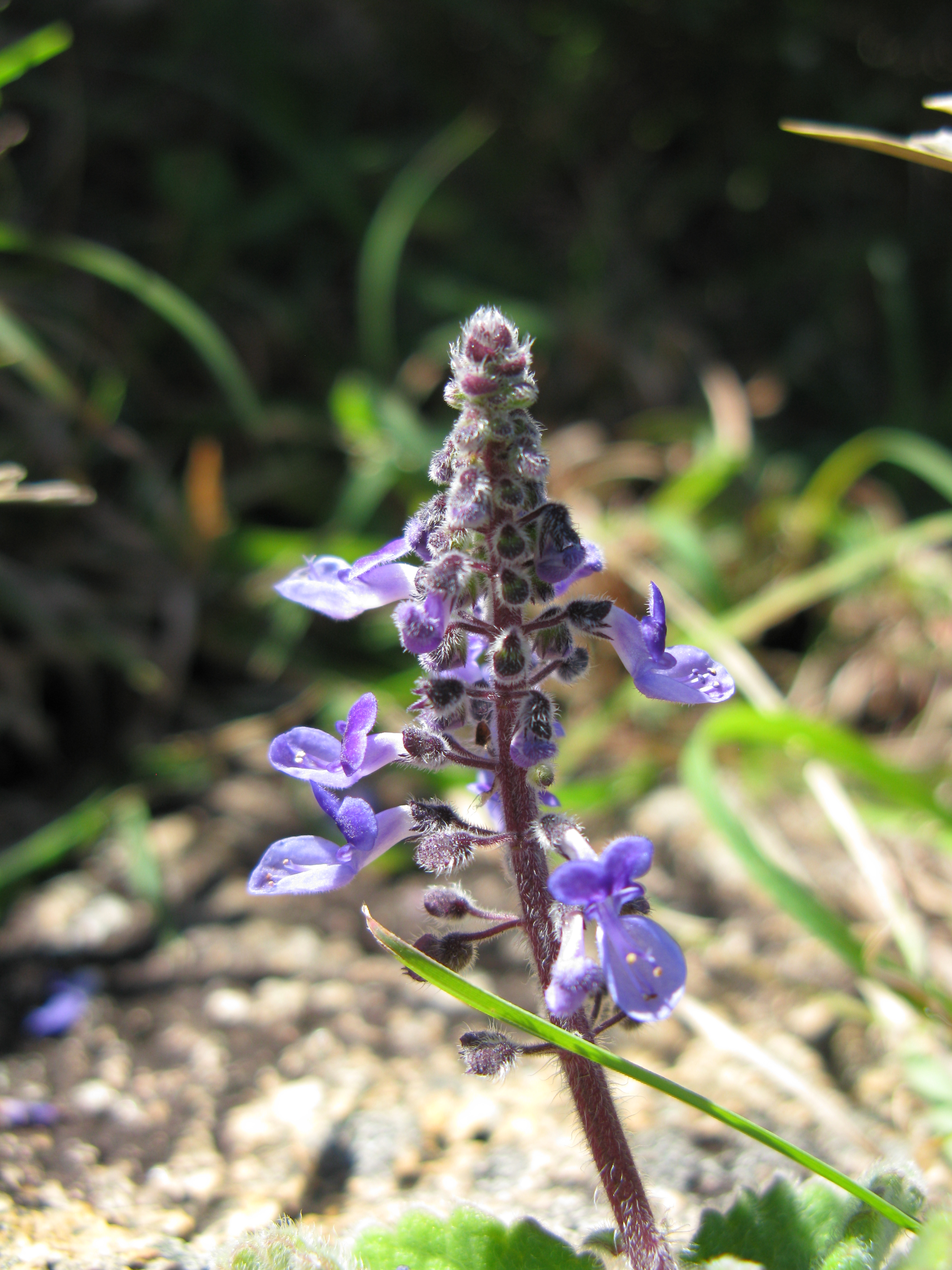
Plectranthus cremnus
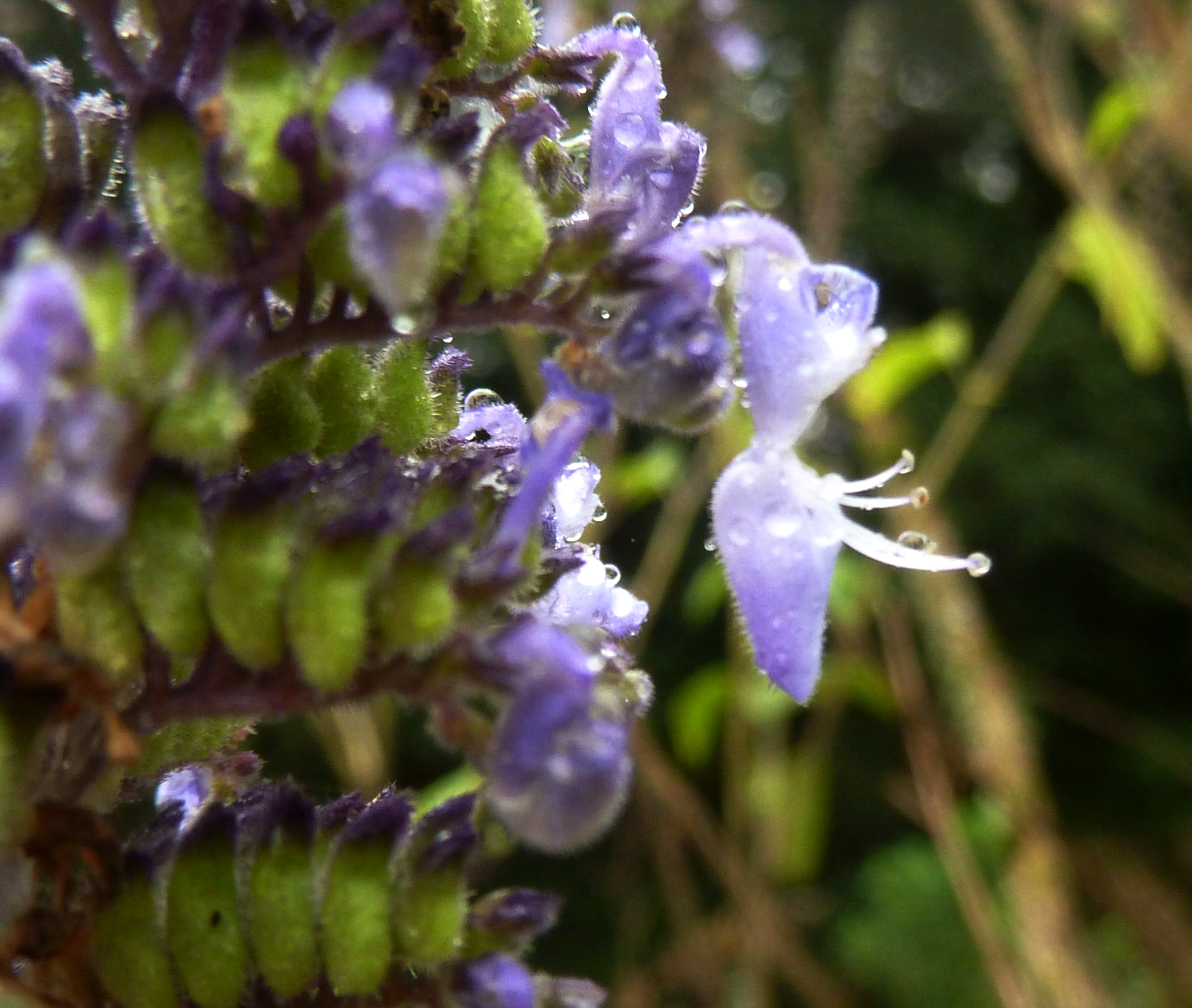
Plectranthus hereroensis
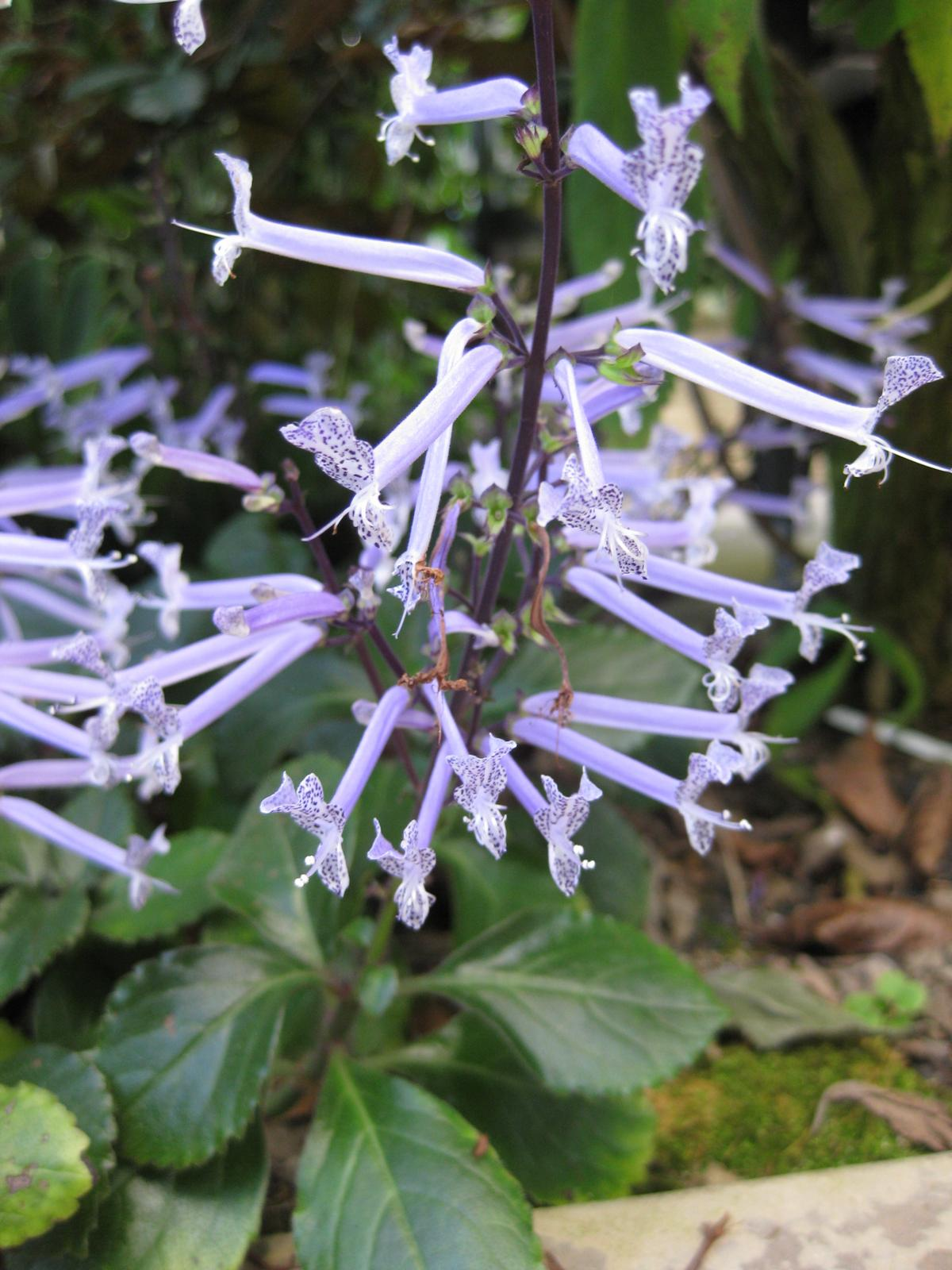
Plectranthus hilliardiae
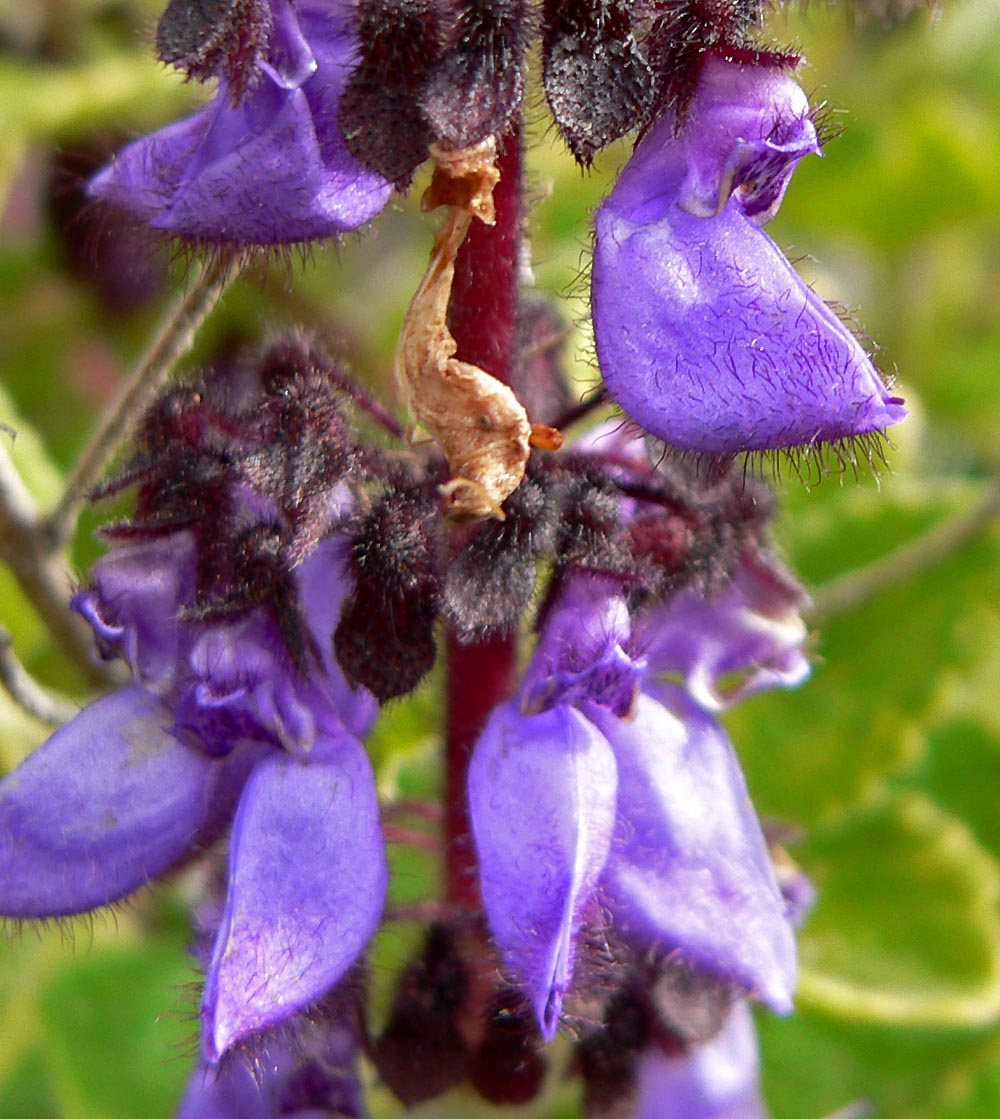
Plectranthus lanuginosus
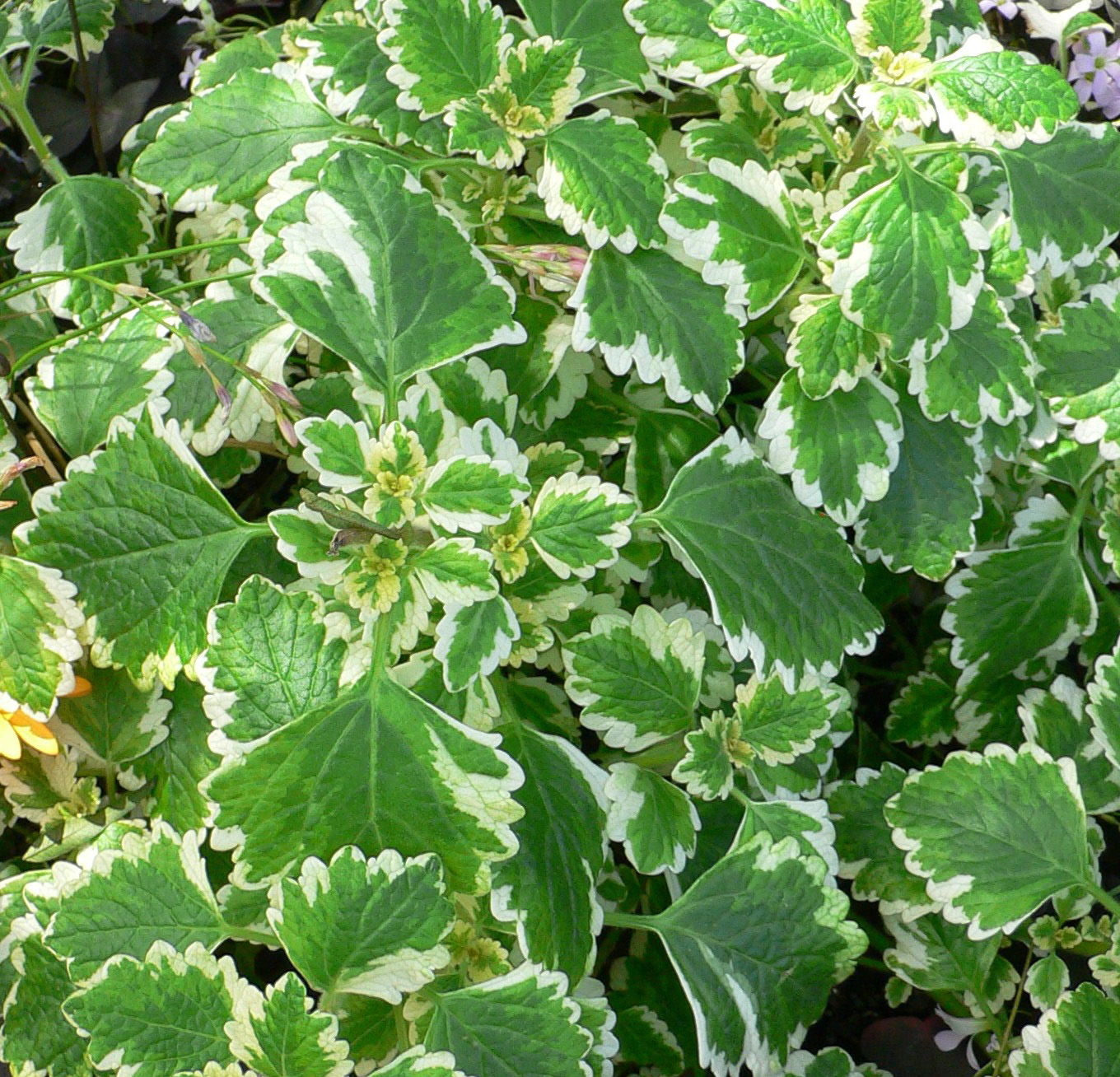
Plectranthus madagascariensis
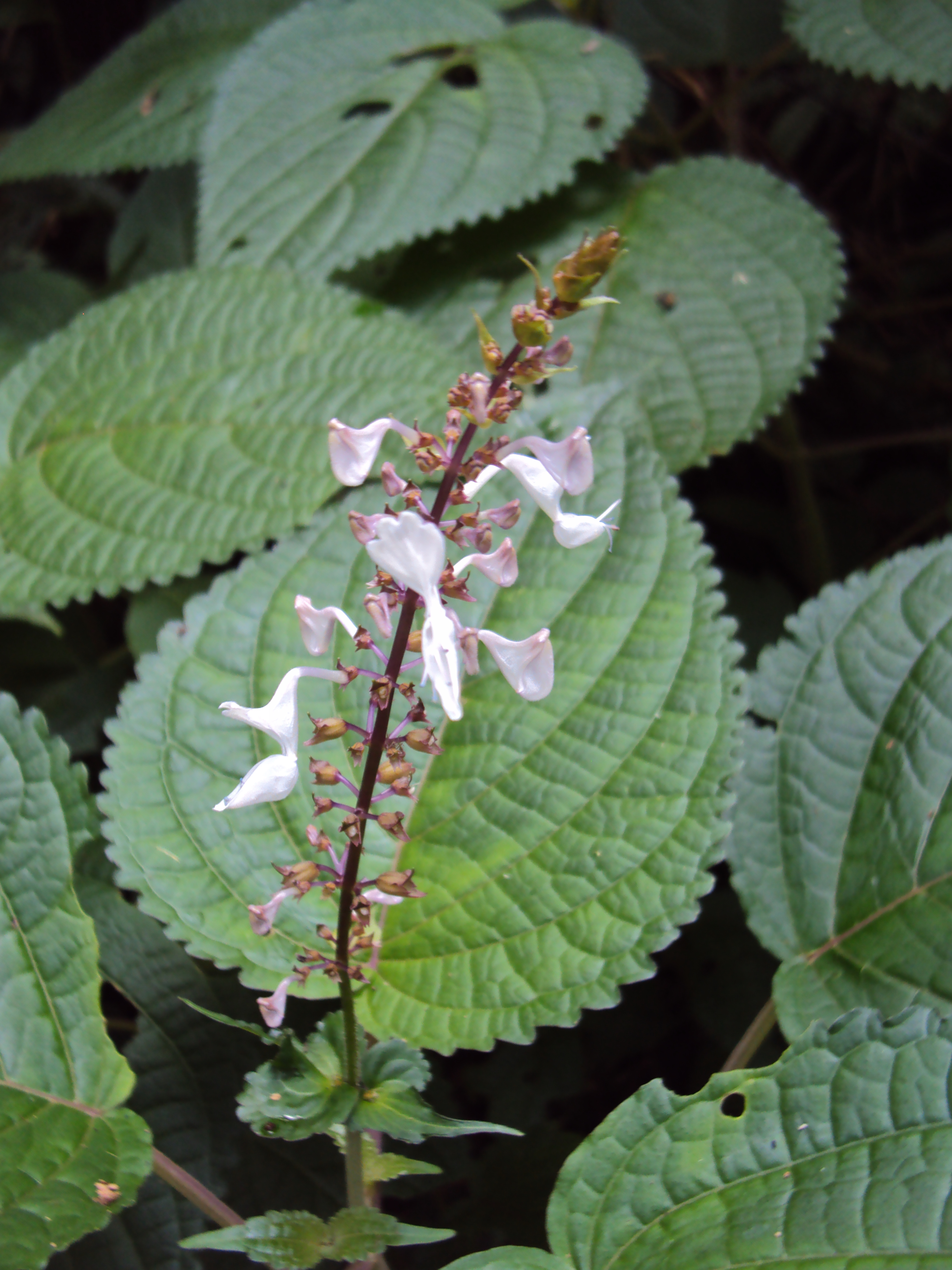
Plectranthus malabaricus
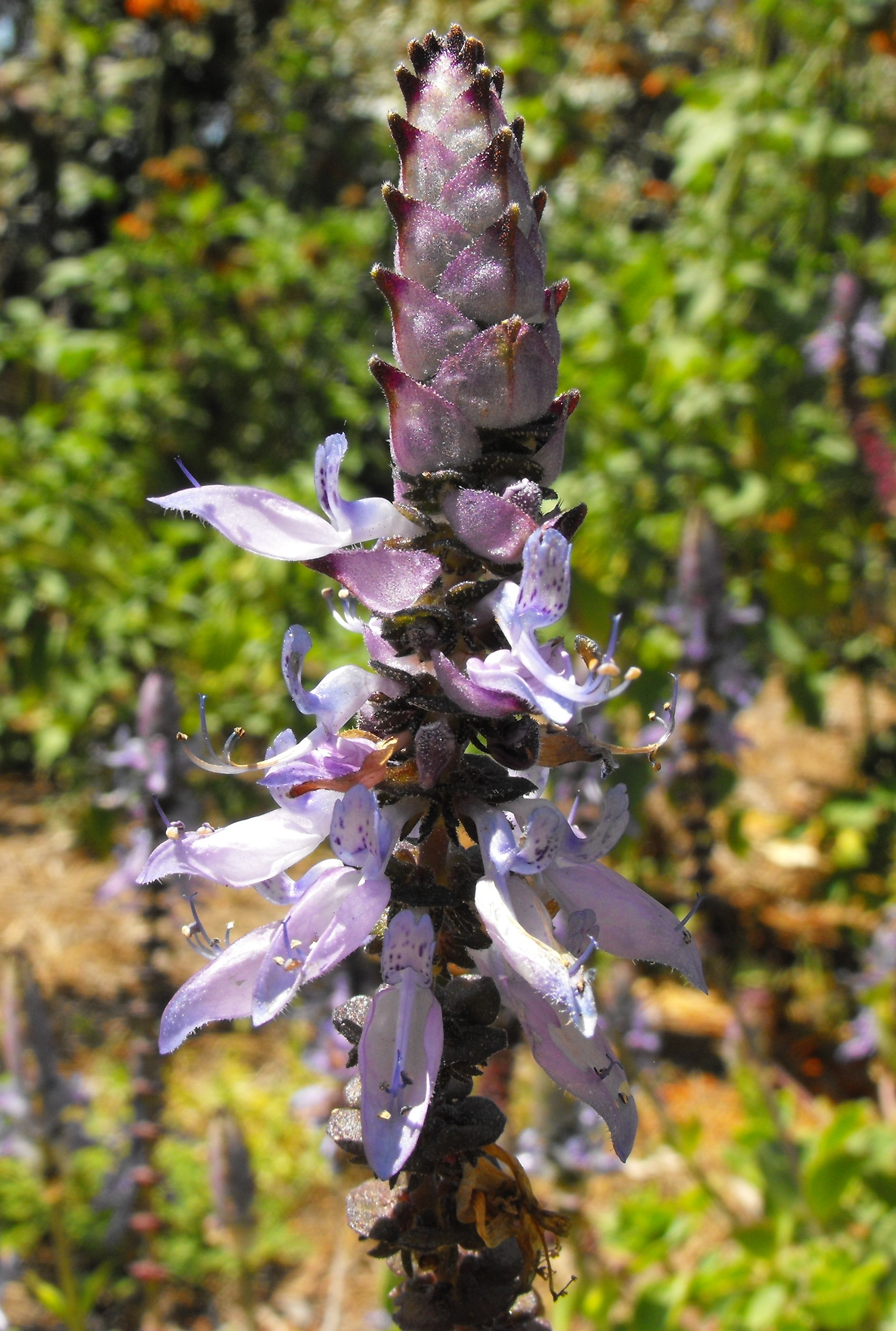
Plectranthus neochilus
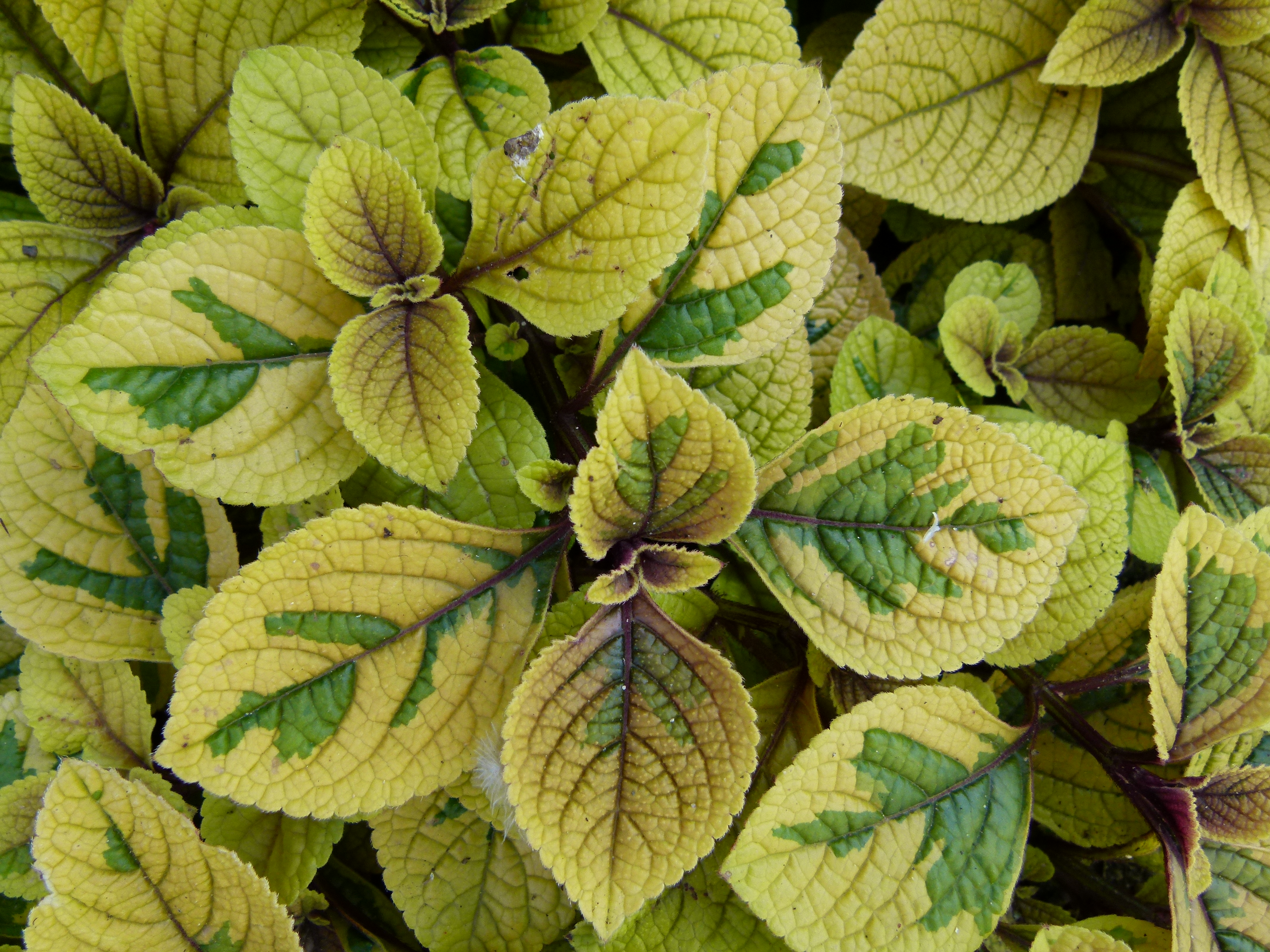
Plectranthus oertendahlii
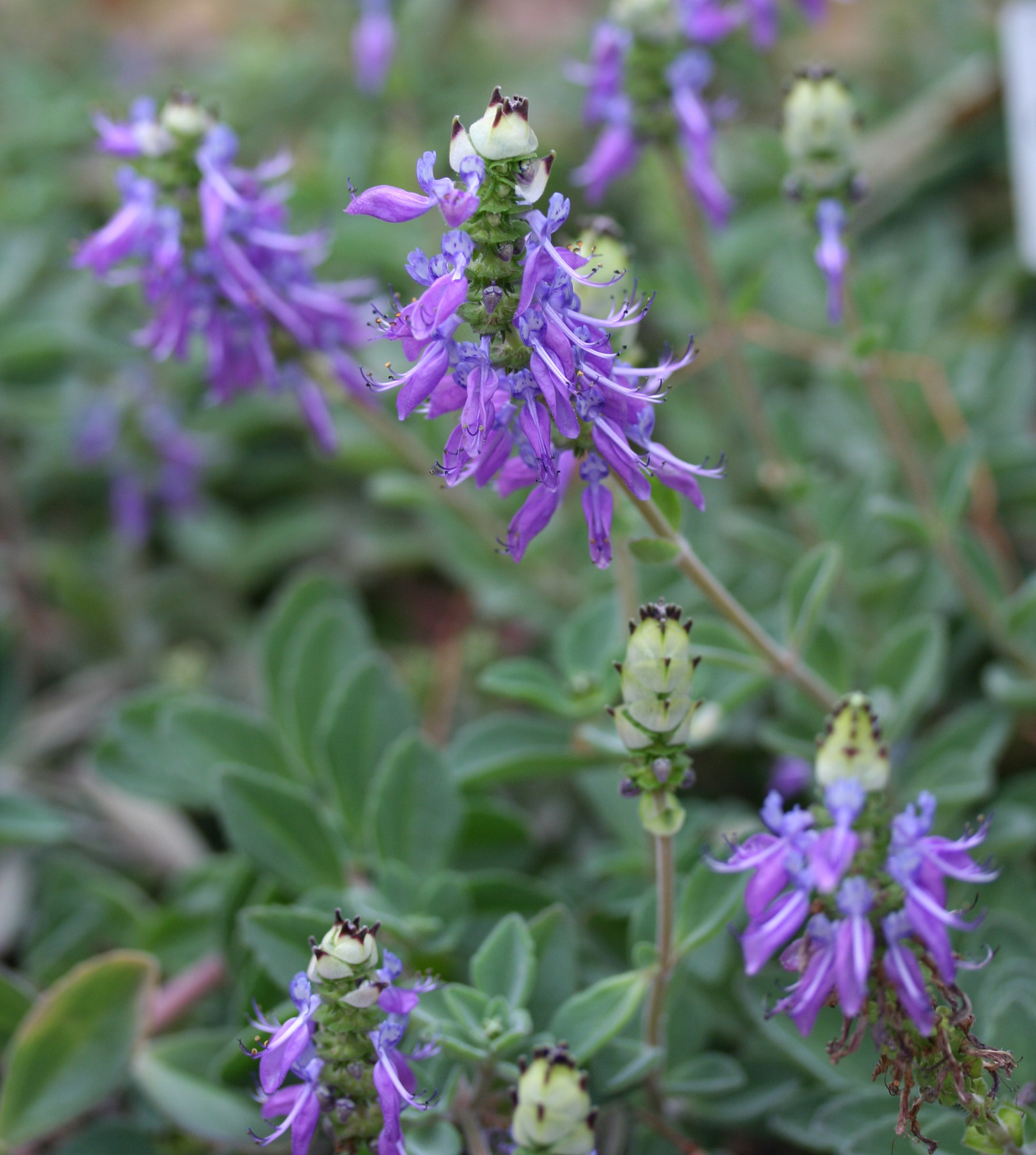
Plectranthus ornatus
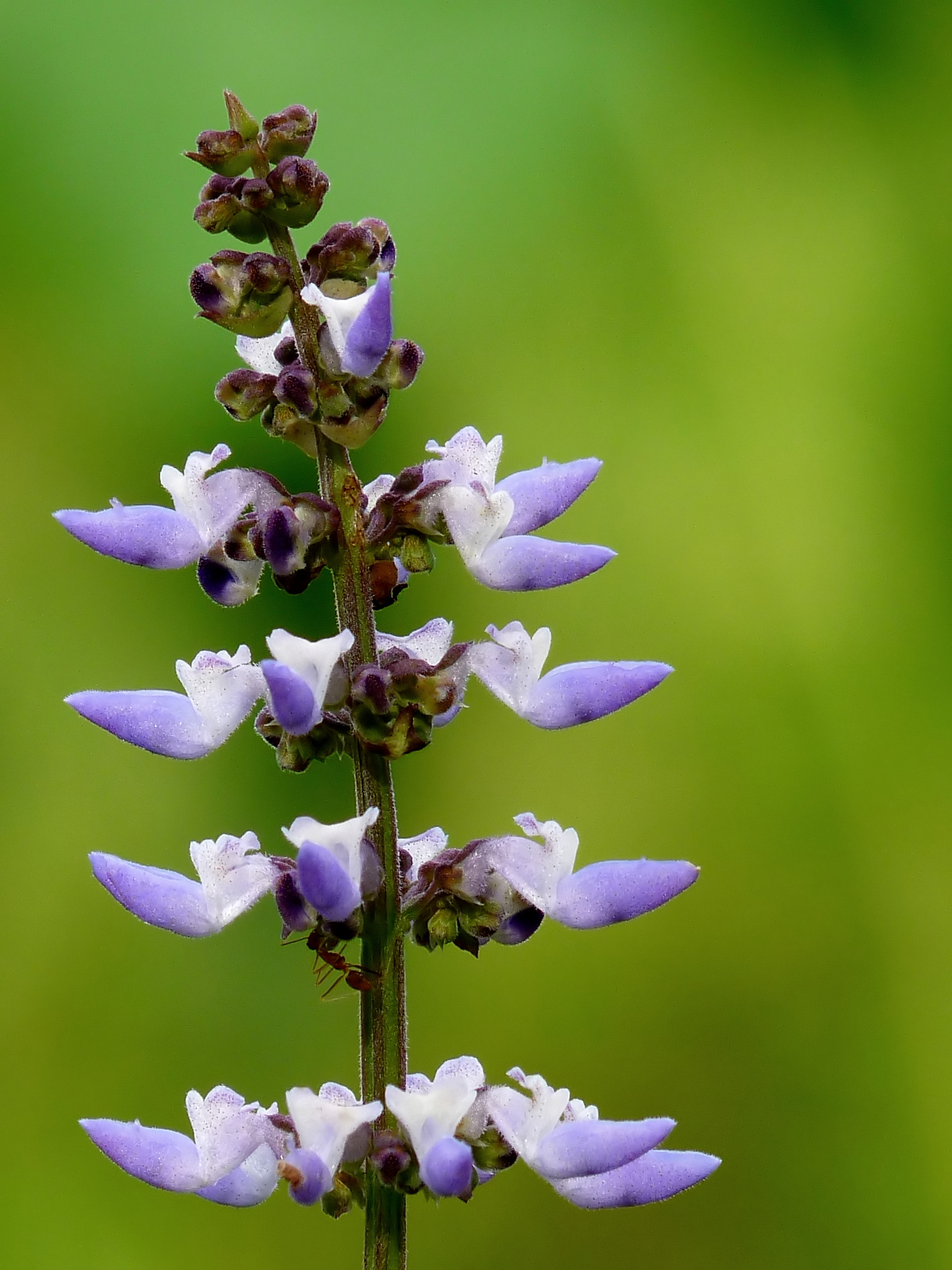
Plectranthus rotundifolius
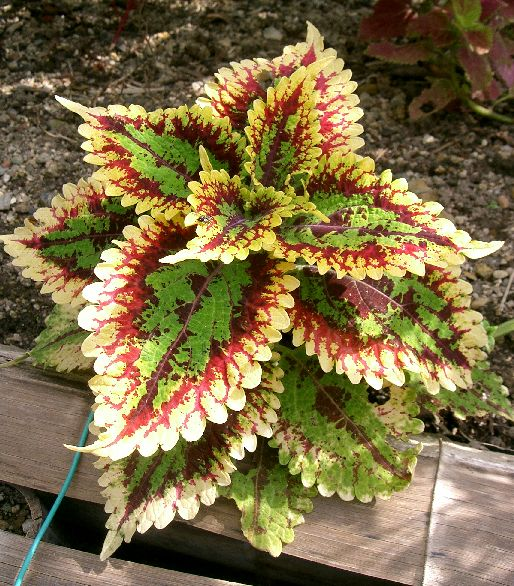
Plectranthus scutellarioides
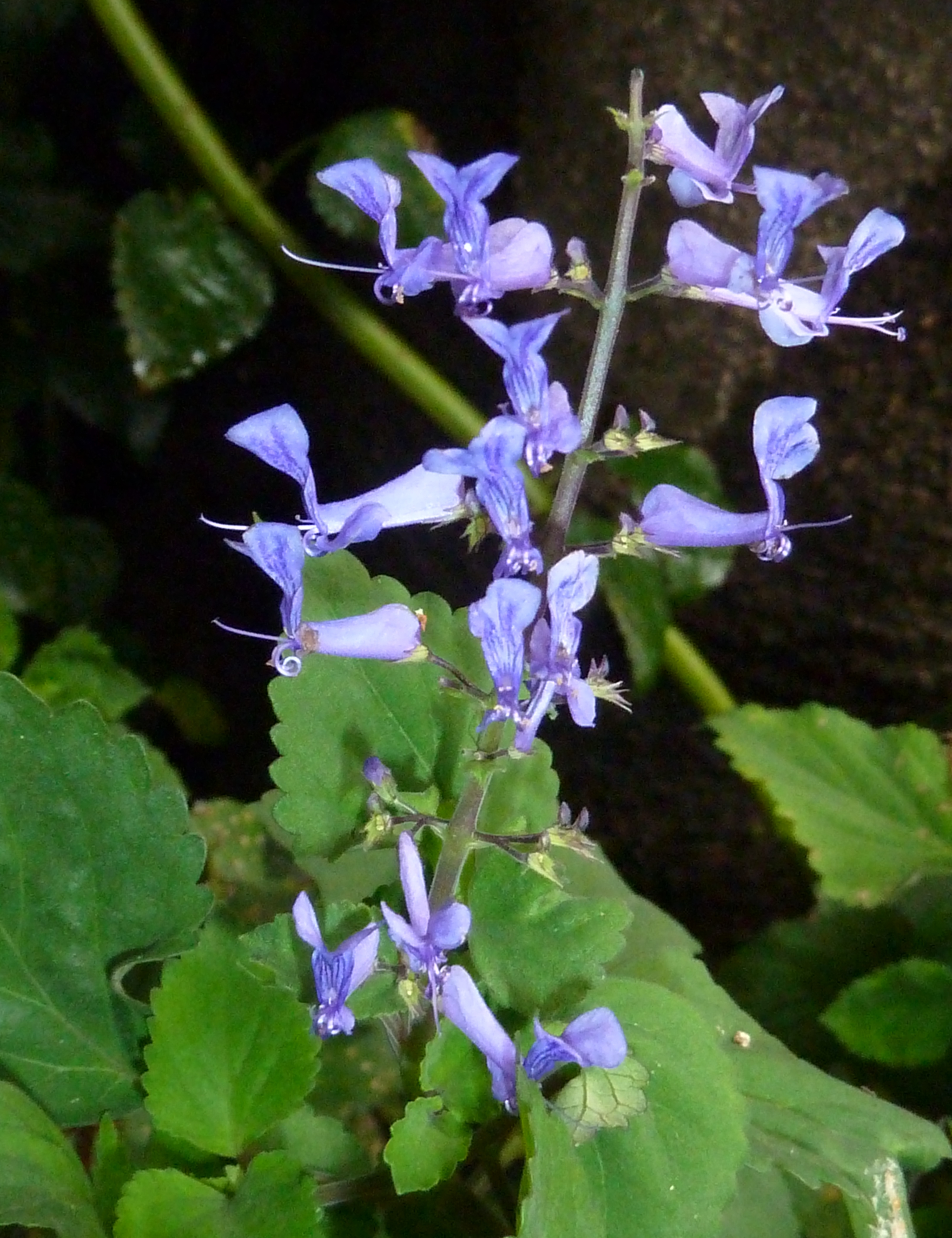
Plectranthus zuluensis